# Borgo Tossignano
Borgo Tossignano är en ort och kommun i storstadsregionen Bologna, innan 2015 i provinsen Bologna, i regionen Emilia-Romagna i Italien. Kommunen hade 3 273 invånare (2018).